# Casa Guevara
La Casa Guevara es una casona colonial ubicada en la Cuesta de Santa Ana N° 601 en el centro histórico del Cusco, Perú.
Desde 1972 el inmueble forma parte de la Zona Monumental del Cusco declarada como Monumento Histórico del Perú. Asimismo, en 1983 al ser parte del casco histórico de la ciudad del Cusco, forma parte de la zona central declarada por la UNESCO como Patrimonio Cultural de la Humanidad.
Consta de tres niveles y dos patios. Exteriormente presenta una puerta lítica con puerta postigo modificada y puertas auxiliares con jambaje lítico;
también, balcones y balconcillo con balaustrada de madera. Es particular, el balcón de cajón empotrado en el tercer nivel. El Patio principal sembrado con pasto está configurado por cuatro crujías, con corredores en voladizo con pies derechos, balaustrada de madera y sustentados sobre ménsulas en las crujías noreste y sureste. La caja de escaleras con atípico diseño del primer patio, tiene dos tramos en “ele” y es semiabierta gracias a tres columnas que soportan la cubierta y un espacio sobre el primer descanso. 
Se accede al segundo patio por medio de un chiflón enmarcado por tres arcos de medio punto de adobe. El segundo patio está configurado por tres crujías de las que la del lado suroeste cobijaba el oratorio de la casa y por un chiflón ubicado en esta misma crujía se accedía al canchón o área baldía donde se ha hallado evidencia de ocupación prehispánica y colonial.
En el segundo nivel se aprecia parte de la galería en la crujía suroeste del primer patio y logias hacia el exterior en los lados sureste y suroeste de la casa. Precisamente en la logia del lado sureste se exhibe importante pintura mural. La estructura de la cubierta es de par y nudillo.